# Payrin-Augmontel
Payrin-Augmontel est une commune française située dans le département du Tarn, en région Occitanie. Sa longitude la place sur la méridienne verte. Sur le plan historique et culturel, la commune est dans la Montagne Noire, un massif montagneux constituant le rebord méridional du Massif central.
Exposée à un climat océanique altéré, elle est drainée par le Thoré, la Durenque, le Favié, le ruisseau de l'Espital et par divers autres petits cours d'eau. Incluse dans le parc naturel régional du Haut-Languedoc, la commune possède un patrimoine naturel remarquable : un site Natura 2000 (le « causse de Caucalières et Labruguière ») et une zone naturelle d'intérêt écologique, faunistique et floristique.
Payrin-Augmontel est une commune urbaine qui compte 2 193 habitants en 2022, après avoir connu une forte hausse de la population depuis 1962. Elle est dans l'agglomération de Mazamet et fait partie de l'aire d'attraction de Castres. Ses habitants sont appelés les Payrinois ou Payrinoises.

## Géographie

### Localisation
Elle est composée de deux principales entités géographiques distinctes, Augmontel et Payrin.
Commune de l'aire urbaine de Mazamet située dans son unité urbaine à cinq kilomètres au nord-ouest de la ville de Mazamet au sud du Tarn, au pied de la montagne Noire et à l'extrémité du plateau calcaire du causse dans le parc naturel régional du Haut-Languedoc.

### Communes limitrophes
Payrin-Augmontel est limitrophe de six autres communes.
| Valdurenque | Noailhac         |              |
| Caucalières | Payrin-Augmontel | Pont-de-Larn |
| Aiguefonde  | Aussillon        |              |

### Géologie et relief
La superficie de la commune est de 1 284 hectares ; son altitude varie de 185  à   370 mètres.

### Transports
Accès avec la nationale N 112, les routes départementales D 65 et D 612.
La ligne de transport à la demande 111 du réseau urbain Libellus relie la commune au centre-ville de Mazamet.

### Hydrographie
La commune est dans le bassin de la Garonne, au sein du bassin hydrographique Adour-Garonne. Elle est drainée par le Thoré, la Durenque, le Favié, le ruisseau de l'Espital, un bras du Thoré, le ruisseau de Balazou, le ruisseau de la Mengararié, le ruisseau de la Vergnole, le ruisseau de Saint-Mauri, le ruisseau des Pradailles et par divers petits cours d'eau, qui constituent un réseau hydrographique de 20 km de longueur totale,.
Le Thoré, d'une longueur totale de 61,6 km, prend sa source dans la commune de Rieussec et s'écoule d'est en ouest. Il traverse la commune et se jette dans l'Agout à Navès, après avoir traversé 20 communes.
La Durenque, d'une longueur totale de 31,5 km, prend sa source dans la commune du Bez et s'écoule d'est en ouest. Elle traverse la commune et se jette dans l'Agout à Castres, après avoir traversé 8 communes.

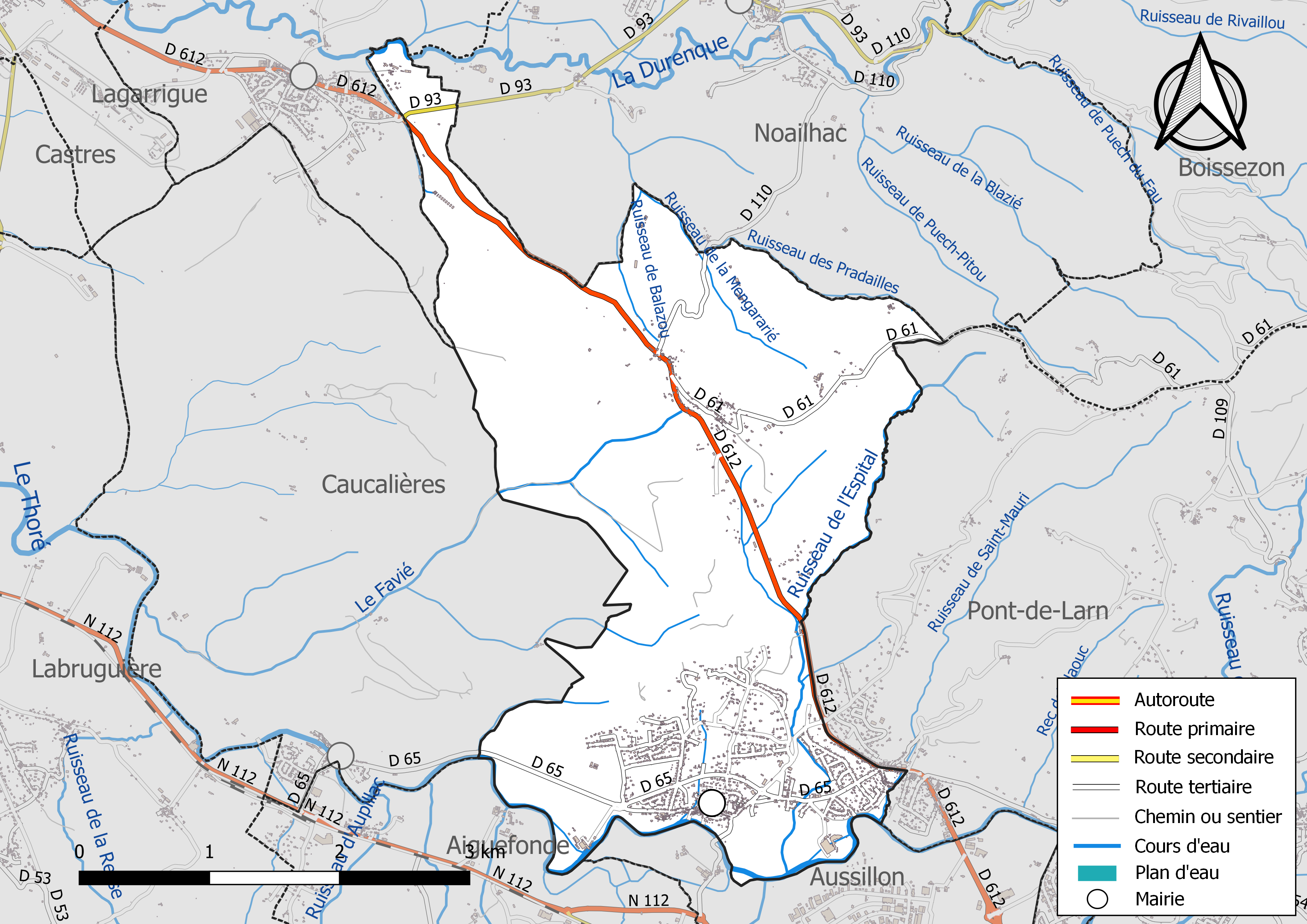
Réseaux hydrographique et routier de Payrin-Augmontel.

### Climat
Pour des articles plus généraux, voir Climat de l'Occitanie et Climat du Tarn.
En 2010, le climat de la commune est de type climat méditerranéen altéré, selon une étude du Centre national de la recherche scientifique s'appuyant sur une série de données couvrant la période 1971-2000. En 2020, Météo-France publie une typologie des climats de la France métropolitaine dans laquelle la commune est exposée à un climat océanique altéré et est dans la région climatique Aquitaine, Gascogne, caractérisée par une pluviométrie abondante au printemps, modérée en automne, un faible ensoleillement au printemps, un été chaud (19,5 °C), des vents faibles, des brouillards fréquents en automne et en hiver et des orages fréquents en été (15 à 20 jours).
Pour la période 1971-2000, la température annuelle moyenne est de 14,2 °C, avec une amplitude thermique annuelle de 15,9 °C. Le cumul annuel moyen de précipitations est de 1 007 mm, avec 9,4 jours de précipitations en janvier et 5,4 jours en juillet. Pour la période 1991-2020, la température moyenne annuelle observée sur la station météorologique de Météo-France la plus proche, « Mazamet », sur la commune de Mazamet à 4 km à vol d'oiseau, est de 11,4 °C et le cumul annuel moyen de précipitations est de 1 179,1 mm. 
La température maximale relevée sur cette station est de 37,8 °C, atteinte le 26 août 2010 ; la température minimale est de −21,5 °C, atteinte le 16 janvier 1985,,.
| Mois                                  | jan.             | fév.           | mars           | avril           | mai           | juin          | jui.         | août           | sep.           | oct.          | nov.           | déc.           | année      |
| ------------------------------------- | ---------------- | -------------- | -------------- | --------------- | ------------- | ------------- | ------------ | -------------- | -------------- | ------------- | -------------- | -------------- | ---------- |
| Température minimale moyenne (°C)     | 1,1              | 1              | 3,1            | 5,4             | 9             | 12,3          | 14,2         | 14,4           | 11,4           | 8,7           | 4,7            | 2,3            | 7,3        |
| Température moyenne (°C)              | 4                | 4,4            | 7,1            | 9,6             | 13,4          | 17,2          | 19,5         | 19,8           | 16,1           | 12,3          | 7,7            | 5,2            | 11,4       |
| Température maximale moyenne (°C)     | 6,8              | 7,8            | 11             | 13,9            | 17,8          | 22,1          | 24,8         | 25,3           | 20,9           | 16            | 10,6           | 8,1            | 15,4       |
| Record de froid (°C) date du record   | −21,5 16.01.1985 | −15 10.02.1986 | −11,5 01.03.05 | −4,5 12.04.1986 | −1 04.05.1986 | 4 06.06.1994  | 6,5 24.07.11 | 2,5 29.08.1989 | 2,5 29.09.1993 | −4 23.10.1991 | −10 23.11.1988 | −11 31.12.1985 | −21,5 1985 |
| Record de chaleur (°C) date du record | 20,8 13.01.07    | 24 26.02.19    | 24,5 15.03.12  | 28 29.04.05     | 31,8 17.05.06 | 37,5 29.06.19 | 37 31.07.20  | 37,8 26.08.10  | 33,5 15.09.11  | 29 03.10.11   | 22,5 07.11.15  | 21,5 08.12.10  | 37,8 2010  |
| Précipitations (mm)                   | 122,6            | 95,2           | 101,4          | 110             | 114,2         | 81,6          | 61,5         | 59,4           | 82             | 104,8         | 126,8          | 119,6          | 1 179,1    |

| Diagramme climatique                                  |          |            |            |            |              |              |              |            |            |              |             |
| J                                                     | F        | M          | A          | M          | J            | J            | A            | S          | O          | N            | D           |
| 6,81,1122,6                                           | 7,8195,2 | 113,1101,4 | 13,95,4110 | 17,89114,2 | 22,112,381,6 | 24,814,261,5 | 25,314,459,4 | 20,911,482 | 168,7104,8 | 10,64,7126,8 | 8,12,3119,6 |
| Moyennes : • Temp. maxi et mini °C • Précipitation mm |          |            |            |            |              |              |              |            |            |              |             |

Les paramètres climatiques de la commune ont été estimés pour le milieu du siècle (2041-2070) selon différents scénarios d'émission de gaz à effet de serre à partir des nouvelles projections climatiques de référence DRIAS-2020. Ils sont consultables sur un site dédié publié par Météo-France en novembre 2022.

### Milieux naturels et biodiversité

#### Espaces protégés
La protection réglementaire est le mode d’intervention le plus fort pour préserver des espaces naturels remarquables et leur biodiversité associée,.
La commune fait partie du parc naturel régional du Haut-Languedoc, créé en 1973 et d'une superficie de 307 184 ha, qui s'étend sur 118 communes et deux départements. Implanté de part et d’autre de la ligne de partage des eaux entre Océan Atlantique et mer Méditerranée, ce territoire est un véritable balcon dominant les plaines viticoles du Languedoc et les étendues céréalières du Lauragais,

#### Réseau Natura 2000

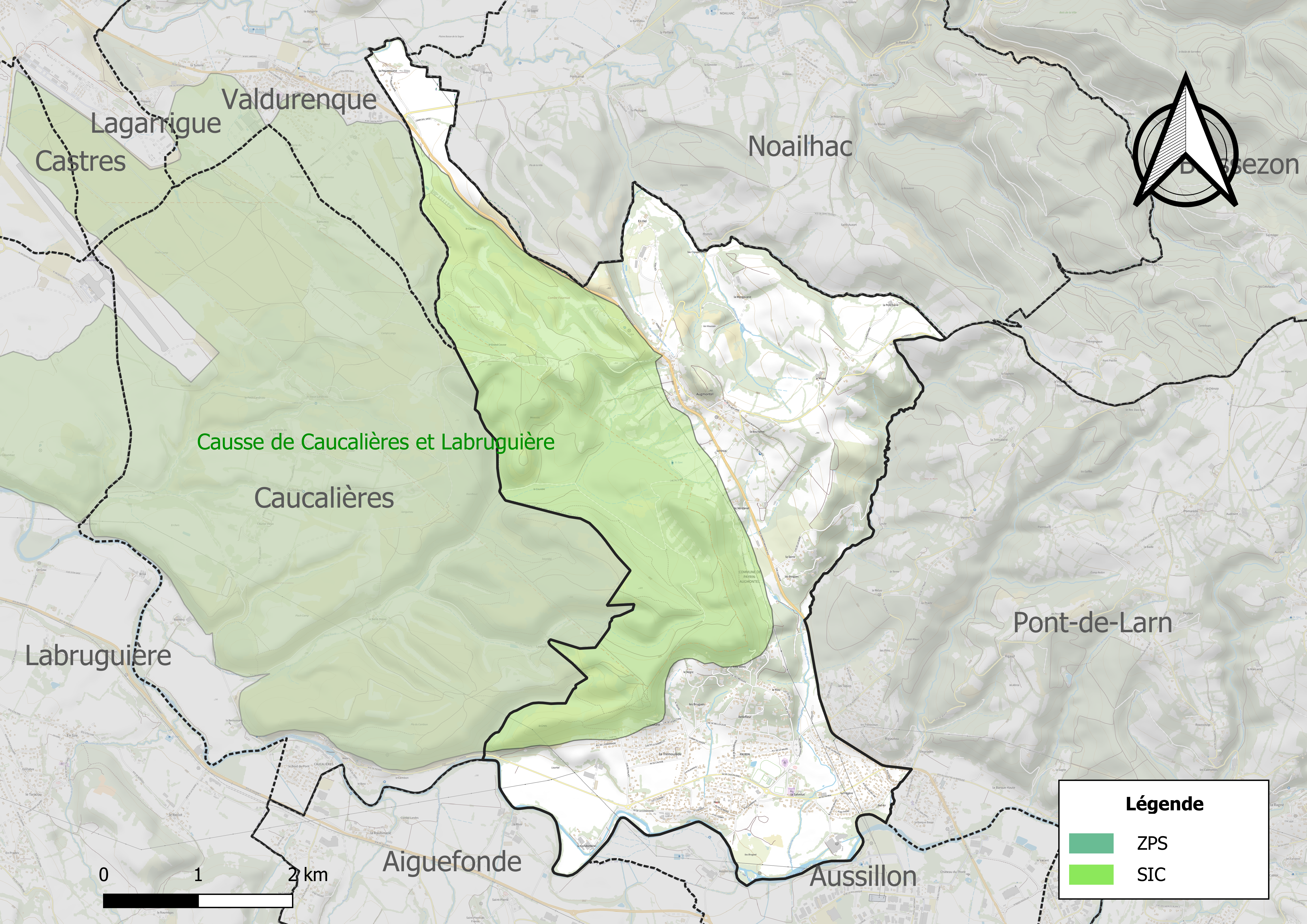
Site Natura 2000 sur le territoire communal.

Le réseau Natura 2000 est un réseau écologique européen de sites naturels d'intérêt écologique élaboré à partir des directives habitats et oiseaux, constitué de zones spéciales de conservation (ZSC) et de zones de protection spéciale (ZPS).
Un site Natura 2000 a été défini sur la commune au titre de la directive habitats : le « causse de Caucalières et Labruguière », d'une superficie de 2 001 ha, un plateau sédimentaire calcaire de plaine (calcaire d'origine lacustre), site exceptionnel pour le Tarn. Il s'agit d'un site à orchidées (de pelouses sèches à humides) tout à fait remarquable. La présence du Lézard ocellé est en outre mentionnée.

#### Zones naturelles d'intérêt écologique, faunistique et floristique

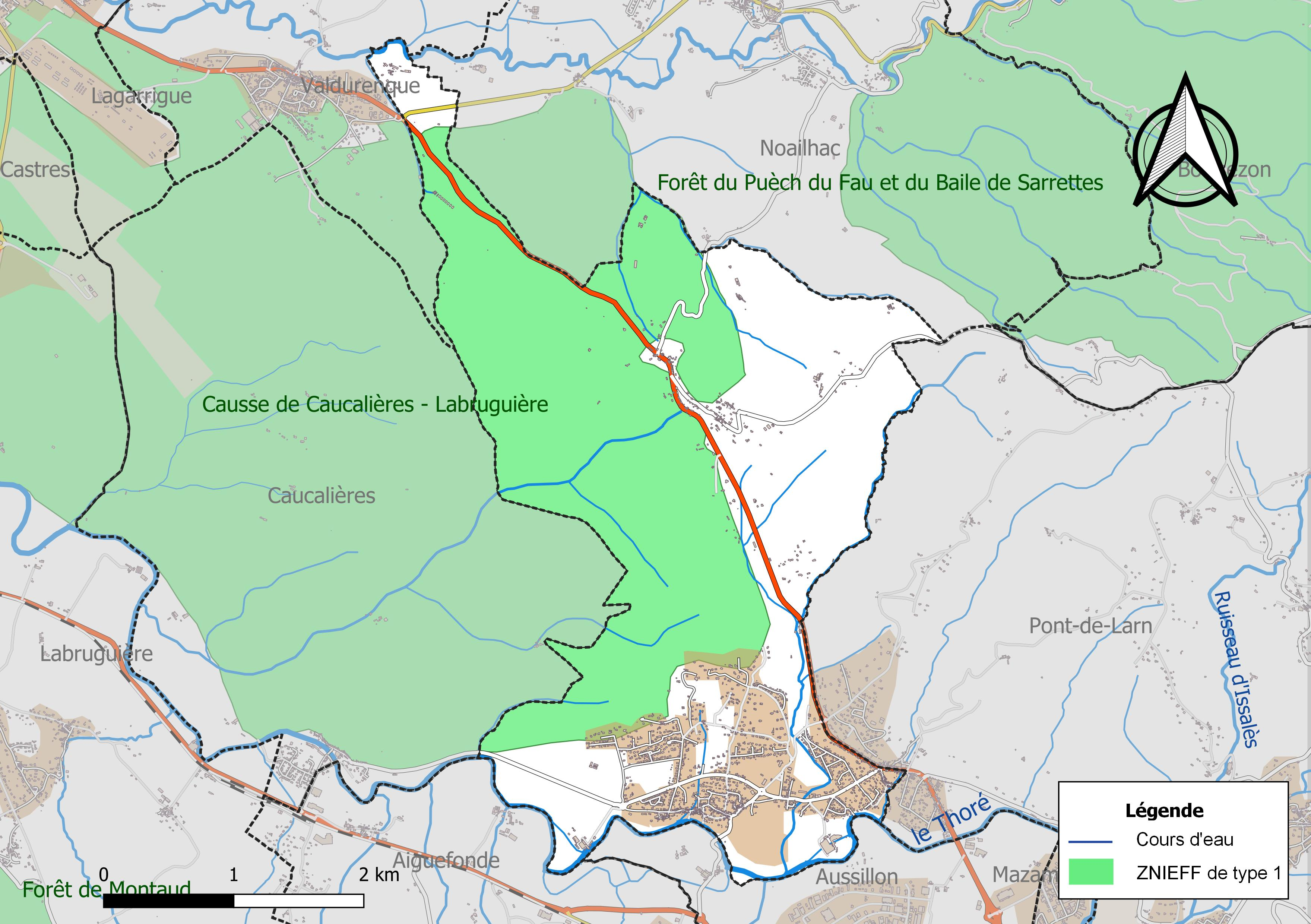
Carte de la ZNIEFF de type 1 localisée sur la commune.

L’inventaire des zones naturelles d'intérêt écologique, faunistique et floristique (ZNIEFF) a pour objectif de réaliser une couverture des zones les plus intéressantes sur le plan écologique, essentiellement dans la perspective d’améliorer la connaissance du patrimoine naturel national et de fournir aux différents décideurs un outil d’aide à la prise en compte de l’environnement dans l’aménagement du territoire.
Une ZNIEFF de type 1 est recensée sur la commune :
le « causse de Caucalières - Labruguière » (2 478 ha), couvrant 7 communes du département.

## Urbanisme

### Typologie
Au 1er janvier 2024, Payrin-Augmontel est catégorisée ceinture urbaine, selon la nouvelle grille communale de densité à sept niveaux définie par l'Insee en 2022.
Elle appartient à l'unité urbaine de Mazamet, une agglomération intra-départementale regroupant six  communes, dont elle est une commune de la banlieue,,. Par ailleurs la commune fait partie de l'aire d'attraction de Castres, dont elle est une commune de la couronne,. Cette aire, qui regroupe 55 communes, est catégorisée dans les aires de 50 000 à moins de 200 000 habitants,.

### Occupation des sols
L'occupation des sols de la commune, telle qu'elle ressort de la base de données européenne d’occupation biophysique des sols Corine Land Cover (CLC), est marquée par l'importance des forêts et milieux semi-naturels (47,9 % en 2018), en augmentation par rapport à 1990 (46,8 %). La répartition détaillée en 2018 est la suivante : 
forêts (34,8 %), prairies (27,7 %), milieux à végétation arbustive et/ou herbacée (13,1 %), zones urbanisées (12,9 %), terres arables (6,3 %), zones agricoles hétérogènes (5,3 %). L'évolution de l’occupation des sols de la commune et de ses infrastructures peut être observée sur les différentes représentations cartographiques du territoire : la carte de Cassini (XVIIIe siècle), la carte d'état-major (1820-1866) et les cartes ou photos aériennes de l'IGN pour la période actuelle (1950 à aujourd'hui).

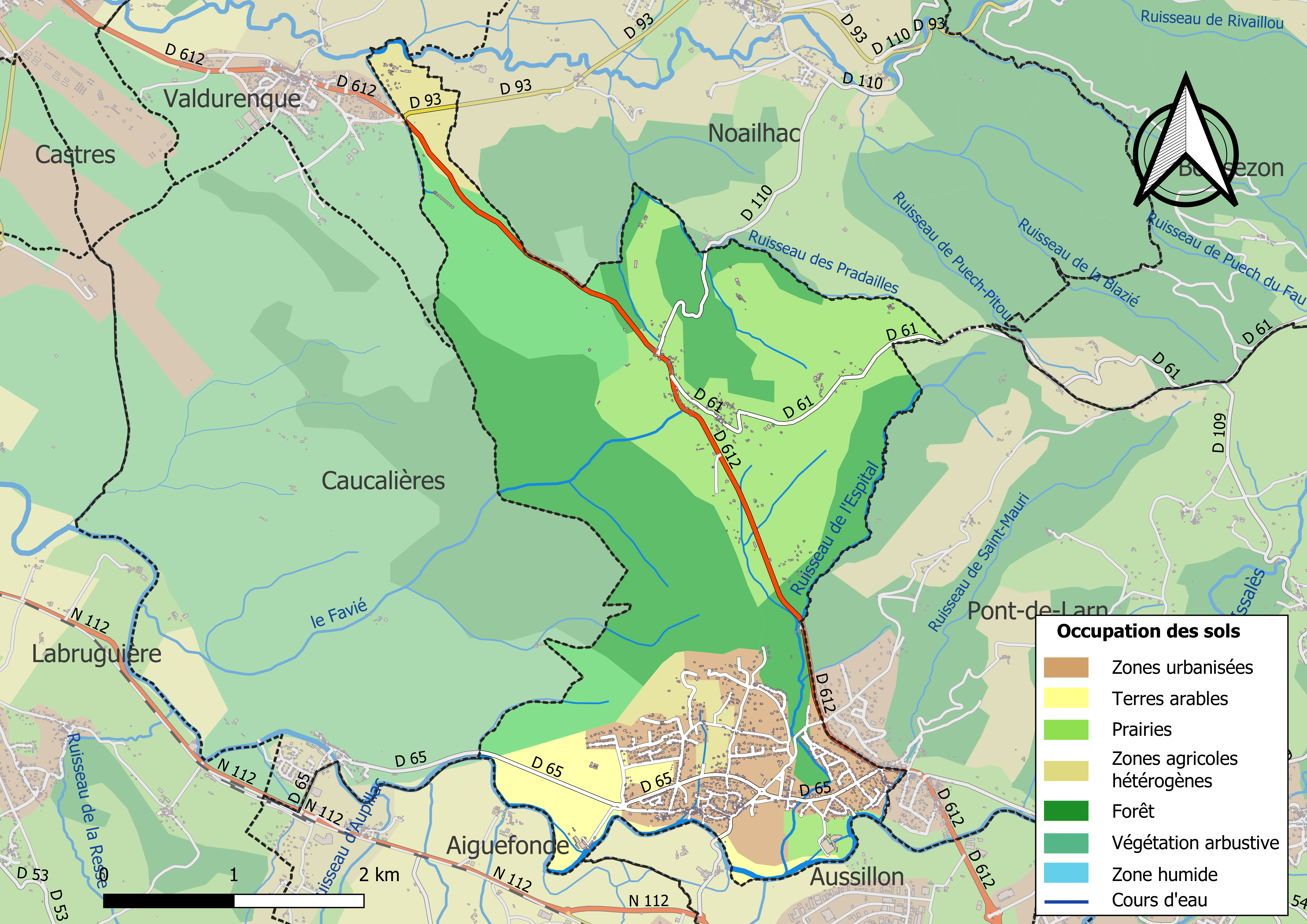
Carte des infrastructures et de l'occupation des sols de la commune en 2018 (CLC).

### Risques majeurs
Le territoire de la commune de Payrin-Augmontel est vulnérable à différents aléas naturels : météorologiques (tempête, orage, neige, grand froid, canicule ou sécheresse), inondations, feux de forêts, mouvements de terrains et séisme (sismicité très faible). Il est également exposé à deux risques technologiques,  le transport de matières dangereuses et la rupture d'un barrage, et à un risque particulier : le risque de radon. Un site publié par le BRGM permet d'évaluer simplement et rapidement les risques d'un bien localisé soit par son adresse soit par le numéro de sa parcelle.

#### Risques naturels
La commune fait partie du territoire à risques importants d'inondation (TRI) de Castres-Mazamet, regroupant 10 communes concernées par un risque de débordement de l'Agout et du Thoré, un des 18 TRI qui ont été arrêtés fin 2012 sur le bassin Adour-Garonne. Les événements passés les plus significatifs sont les crues du 3 au 5 mars 1930 où l'Agout atteint un débit de 3 000 m3/s au niveau du pont du chemin de fer de la Crémade (aval de Castres), avec des pertes humaines et dégâts matériels importants, et la crue des 12 et 13 novembre 1999 où le Thoré a atteint un débit de 900 m3/s à Labruguière, avec 4 victimes. Des cartes des surfaces inondables ont été établies pour trois scénarios : fréquent (crue de temps de retour de 10 ans à 30 ans), moyen (temps de retour de 100 ans à 300 ans) et extrême (temps de retour de l'ordre de 1 000 ans, qui met en défaut tout système de protection). La commune a été reconnue en état de catastrophe naturelle au titre des dommages causés par les inondations et coulées de boue survenues en 1982, 1992, 1995, 1996, 1999, 2011, 2013, 2017 et 2018,.
Payrin-Augmontel est exposée au risque de feu de forêt. En 2022, il n'existe pas de Plan de Prévention des Risques incendie de forêt (PPRif). Le débroussaillement aux abords des maisons constitue l’une des meilleures protections pour les particuliers contre le feu,.

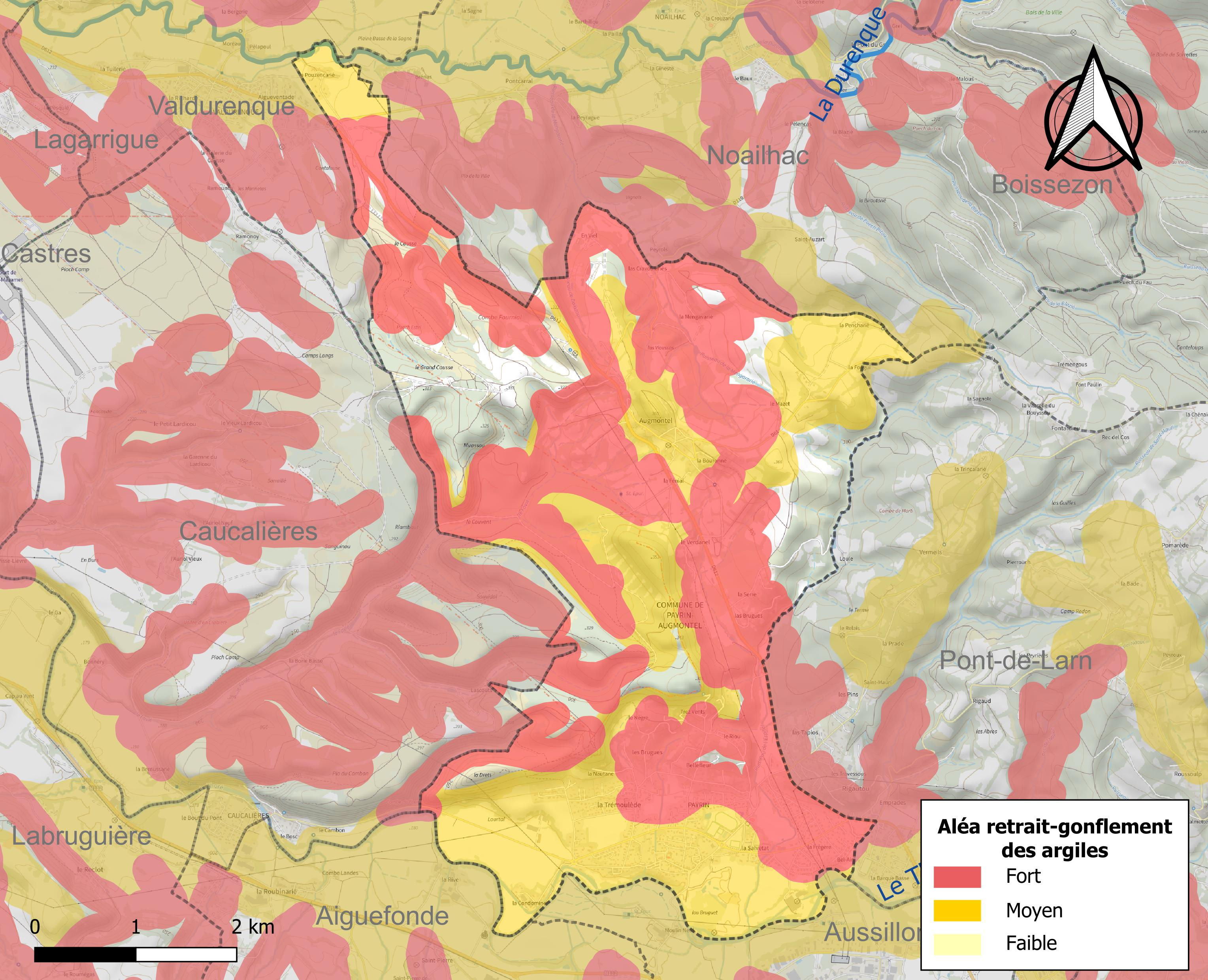
Carte des zones d'aléa retrait-gonflement des sols argileux de Payrin-Augmontel.

La commune est vulnérable au risque de mouvements de terrains constitué principalement du retrait-gonflement des sols argileux. Cet aléa est susceptible d'engendrer des dommages importants aux bâtiments en cas d’alternance de périodes de sécheresse et de pluie. 83,4 % de la superficie communale est en aléa moyen ou fort (76,3 % au niveau départemental et 48,5 % au niveau national). Sur les 1 041 bâtiments dénombrés sur la commune en 2019, 1 034 sont en aléa moyen ou fort, soit 99 %, à comparer aux 90 % au niveau départemental et 54 % au niveau national. Une cartographie de l'exposition du territoire national au retrait gonflement des sols argileux est disponible sur le site du BRGM,.
Par ailleurs, afin de mieux appréhender le risque d’affaissement de terrain, l'inventaire national des cavités souterraines permet de localiser celles situées sur la commune.

#### Risques technologiques
Le risque de transport de matières dangereuses sur la commune est lié à sa traversée par des infrastructures routières ou ferroviaires importantes ou la présence d'une canalisation de transport d'hydrocarbures. Un accident se produisant sur de telles infrastructures est susceptible d’avoir des effets graves sur les biens, les personnes ou l'environnement, selon la nature du matériau transporté. Des dispositions d’urbanisme peuvent être préconisées en conséquence.
La commune est en outre située en aval d'un barrage de classe A. À ce titre elle est susceptible d’être touchée par l’onde de submersion consécutive à la rupture de cet ouvrage.

#### Risque particulier
Dans plusieurs parties du territoire national, le radon, accumulé dans certains logements ou autres locaux, peut constituer une source significative d’exposition de la population aux rayonnements ionisants. Certaines communes du département sont concernées par le risque radon à un niveau plus ou moins élevé. Selon la classification de 2018, la commune de Payrin-Augmontel est classée en zone 2, à savoir zone à potentiel radon faible mais sur lesquelles des facteurs géologiques particuliers peuvent faciliter le transfert du radon vers les bâtiments.

## Histoire

### Héraldique
| Payrin-Augmontel | Son blasonnement est : Taillé cannelé d'or et de gueules. |

## Politique et administration

### Administration municipale
Le nombre d'habitants au recensement de 2011 étant compris entre 2 500 habitants et 3 499 habitants, le nombre de membres du conseil municipal pour l'élection de 2014 est de vingt trois,.

### Rattachements administratifs et électoraux
Commune faisant partie de la communauté d'agglomération de Castres - Mazamet et du canton de Mazamet-1.

### Liste des maires
| Période                                  | Période   | Identité          | Étiquette | Qualité |
| ---------------------------------------- | --------- | ----------------- | --------- | --- |
| mars 1965                                | mars 1989 | Jean Massip       |           | |
| mars 1989                                | mars 2008 | Jean-Louis Henry  | PS        | Enseignant retraité Suppléant de la députée Monique Collange (1997-2002) Conseiller général du canton de Mazamet-Nord-Est (2004 → 2015) |
| mars 2008                                | mai 2020  | Alain Vaute       | DVG       | Exploitant agricole |
| mai 2020                                 | En cours  | Christophe Mounié |           | Professeur des écoles |
| Les données manquantes sont à compléter. |           |                   |           | |

## Population et société

### Démographie
| 1793 | 1800 | 1806 | 1821 | 1831 | 1836 | 1841 | 1846 | 1851 |
| ---- | ---- | ---- | ---- | ---- | ---- | ---- | ---- | ---- |
| 304  | 160  | 237  | 407  | 436  | 727  | 727  | 732  | 762  |

| 1856 | 1861 | 1866 | 1872 | 1876 | 1881 | 1886 | 1891 | 1896 |
| ---- | ---- | ---- | ---- | ---- | ---- | ---- | ---- | ---- |
| 709  | 749  | 807  | 807  | 802  | 810  | 824  | 902  | 917  |

| 1901 | 1906 | 1911 | 1921 | 1926 | 1931 | 1936 | 1946 | 1954 |
| ---- | ---- | ---- | ---- | ---- | ---- | ---- | ---- | ---- |
| 904  | 899  | 842  | 781  | 741  | 817  | 779  | 743  | 958  |

| 1962  | 1968  | 1975  | 1982  | 1990  | 1999  | 2006  | 2007  | 2012  |
| ----- | ----- | ----- | ----- | ----- | ----- | ----- | ----- | ----- |
| 1 126 | 1 208 | 1 452 | 1 752 | 2 028 | 2 002 | 2 127 | 2 145 | 2 201 |

| 2017  | 2022  | - | - | - | - | - | - | - |
| ----- | ----- | - | - | - | - | - | - | - |
| 2 168 | 2 193 | - | - | - | - | - | - | - |

| selon la population municipale des années : | 1968 | 1975 | 1982 | 1990 | 1999 | 2006 | 2009 | 2013 |
| Rang de la commune dans le département      | 43   | 32   | 31   | 30   | 31   | 29   | 30   | 31   |
| Nombre de communes du département           | 326  | 324  | 324  | 324  | 324  | 323  | 323  | 323  |

### Enseignement
Payrin-Augmontel fait partie de l'académie de Toulouse.

## Économie

### Revenus
En 2018, la commune compte 961 ménages fiscaux, regroupant 2 232 personnes. La médiane du revenu disponible par unité de consommation est de 21 430 € (20 400 € dans le département). 46 % des ménages fiscaux sont imposés (42,8 % dans le département).

### Emploi
|                | 2008  | 2013  | 2018 |
| -------------- | ----- | ----- | ---- |
| Commune        | 6,6 % | 7,2 % | 9 %  |
| Département    | 8,2 % | 9,9 % | 10 % |
| France entière | 8,3 % | 10 %  | 10 % |

En 2018, la population âgée de 15 à 64 ans s'élève à 1 234 personnes, parmi lesquelles on compte 75,3 % d'actifs (66,3 % ayant un emploi et 9 % de chômeurs) et 24,7 % d'inactifs,. Depuis 2008, le taux de chômage communal (au sens du recensement) des 15-64 ans est inférieur à celui de la France et du département.
La commune fait partie de la couronne de l'aire d'attraction de Castres, du fait qu'au moins 15 % des actifs travaillent dans le pôle,. Elle compte 231 emplois en 2018, contre 247 en 2013 et 230 en 2008. Le nombre d'actifs ayant un emploi résidant dans la commune est de 826, soit un indicateur de concentration d'emploi de 28 % et un taux d'activité parmi les 15 ans ou plus de 51,3 %.
Sur ces 826 actifs de 15 ans ou plus ayant un emploi, 130 travaillent dans la commune, soit 16 % des habitants. Pour se rendre au travail, 92,4 % des habitants utilisent un véhicule personnel ou de fonction à quatre roues, 1,3 % les transports en commun, 3,2 % s'y rendent en deux-roues, à vélo ou à pied et 3,2 % n'ont pas besoin de transport (travail au domicile).

### Activités hors agriculture

#### Secteurs d'activités
89 établissements sont implantés  à Payrin-Augmontel au 31 décembre 2019. Le tableau ci-dessous en détaille le nombre par secteur d'activité et compare les ratios avec ceux du département,.
| Secteur d'activité                                                                                        | Commune | Commune | Département |
| Secteur d'activité                                                                                        | Nombre  | %       | %           |
| --- | ------- | ------- | ----------- |
| Ensemble                                                                                                  | 89      |         |             |
| Industrie manufacturière, industries extractives et autres                                                | 15      | 16,9 %  | (13 %)      |
| Construction                                                                                              | 21      | 23,6 %  | (12,5 %)    |
| Commerce de gros et de détail, transports, hébergement et restauration                                    | 16      | 18 %    | (26,7 %)    |
| Activités financières et d'assurance                                                                      | 2       | 2,2 %   | (3,3 %)     |
| Activités immobilières                                                                                    | 6       | 6,7 %   | (4,2 %)     |
| Activités spécialisées, scientifiques et techniques et activités de services administratifs et de soutien | 14      | 15,7 %  | (13,8 %)    |
| Administration publique, enseignement, santé humaine et action sociale                                    | 7       | 7,9 %   | (15,5 %)    |
| Autres activités de services                                                                              | 8       | 9 %     | (9 %)       |

Le secteur de la construction est prépondérant sur la commune puisqu'il représente 23,6 % du nombre total d'établissements de la commune (21 sur les 89 entreprises implantées  à Payrin-Augmontel), contre 12,5 % au niveau départemental.

#### Entreprises et commerces
Les cinq entreprises ayant leur siège social sur le territoire communal qui génèrent le plus de chiffre d'affaires en 2020 sont : 
- Bennes Inter Services - Bis, transports routiers de fret interurbains (5 643 k€)
- Le Moulin Gau, fabrication d'autres textiles techniques et industriels (550 k€)
- Pinewood, centrales d'achat alimentaires (349 k€)
- B2P Promotion, activités des marchands de biens immobiliers (336 k€)
- HPRR, activités des sociétés holding (218 k€)

### Agriculture
|               | 1988 | 2000 | 2010 | 2020 |
| ------------- | ---- | ---- | ---- | ---- |
| Exploitations | 21   | 20   | 13   | 4    |
| SAU (ha)      | 510  | 503  | 505  | 407  |

La commune est dans la Montagne Noire, une petite région agricole située dans le sud du département du Tarn. En 2020, l'orientation technico-économique de l'agriculture  sur la commune est l'élevage de bovins, pour la viande. Quatre exploitations agricoles ayant leur siège dans la commune sont dénombrées lors du recensement agricole de 2020 (21 en 1988). La superficie agricole utilisée est de 407 ha,,.

## Culture locale et patrimoine

### Lieux et monuments

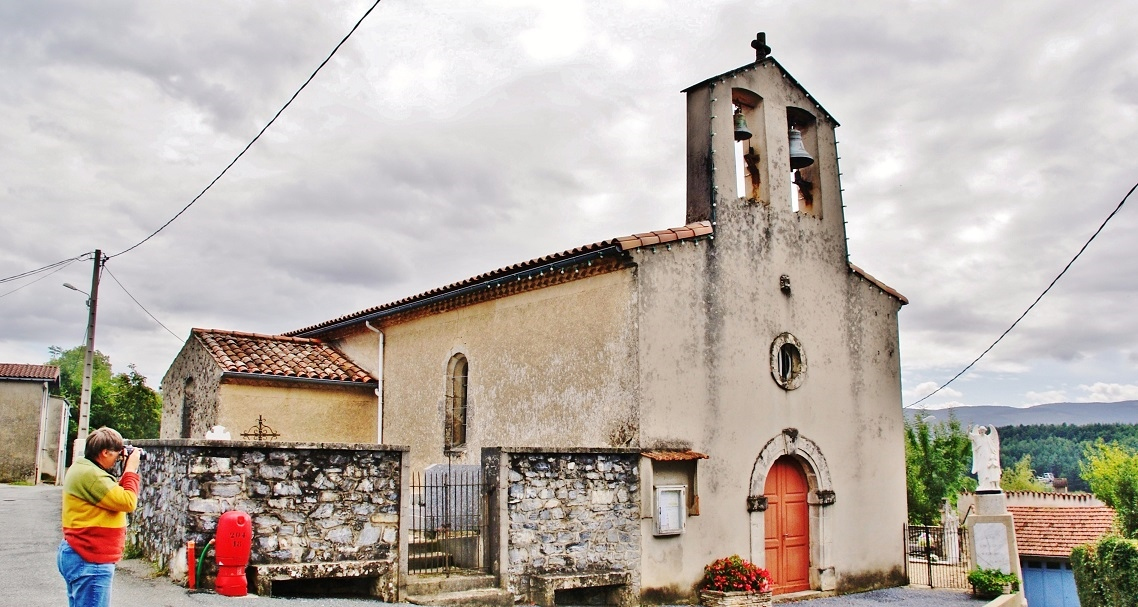
L'église Sainte-Marie-Madeleine de Payrin-Augmontel.

- Église paroissiale Sainte-Marie-Madeleine d'Augmontel.
- Église Saint-Michel de Payrin.
- Chapelle de l'école privée de la Salvetat.
- Ruine de l'abbaye Notre-Dame d'Ardorel.

### Personnalités liées à la commune
- Liste des abbés d'Ardorel
- Liste des abbés de Mazan

Laurent Jalabert[pourquoi ?].

## Pour approfondir